# Cyrtopodium saintlegerianum
As Cyrtopodium saintlegerianum estão entre as orquídeas predominantemente brasileiras que florescem no terceiro trimestre do ano. De fato, quase todas as espécies desse gênero, quase que exclusivamente brasileiro, florescem nesta época.
Entre as espécies mais robustas e ornamentais, temos Cyrtopodium saintlegerianum, que, com suas grandes flores amarelas e marrons, colore os cerrados da região central do Brasil, que, nesta época, apresentam as árvores sem folhas. Esta espécie é uma das poucas epífitas no gênero.
Ocorrência e hábito vegetativo: Centro-oeste brasileiro, como epífita, sobre palmeiras, às vezes no tronco, outras vezes na bainha das palmas. Produz grandes bulbos, de mais de 60 cm, recobertos por bainhas firmemente aderidas, com 6 e, por vezes, mais folhas.
Cultivo: O Cyrtopodium saintlegerianum deve ser cultivado buscando-se reproduzir, no mais possível, as condições predominantes no cerrado brasileiro, de onde ele é originário: vasos de pouca profundidade (ou fundo de drenagem ocupando 2/3 do vaso), com substrato bastante poroso e não compactado.
Luz: Pode ser cultivada em pleno sol, havendo boa ventilação e circulação de ar. Temperatura mais adequada dias quentes, acima de 30 º no verão e abaixo de 20 º no período seco de inverno, com boa queda de temperatura à noite.
Umidade e rega: Está adaptada às condições do cerrado, com um longo período seco que antecede a época de floração. A rega é a normal, com duas ou três por semana, sal entre julho e setembro quando deve ser reduzida para uma vez por semana.
Fertilização e tratos culturais: Fertilizantes com NPK igual, com adições periódicas de cálcio e magnésio. Aceita bem a combinação de torta de mamona, farinha de ostra e cinza de madeira.
Flor e floração: Inflorescência apical, mais vezes com hastes secundárias. Produz centenas de flores quando bem florido, com um belo espetáculo visual.

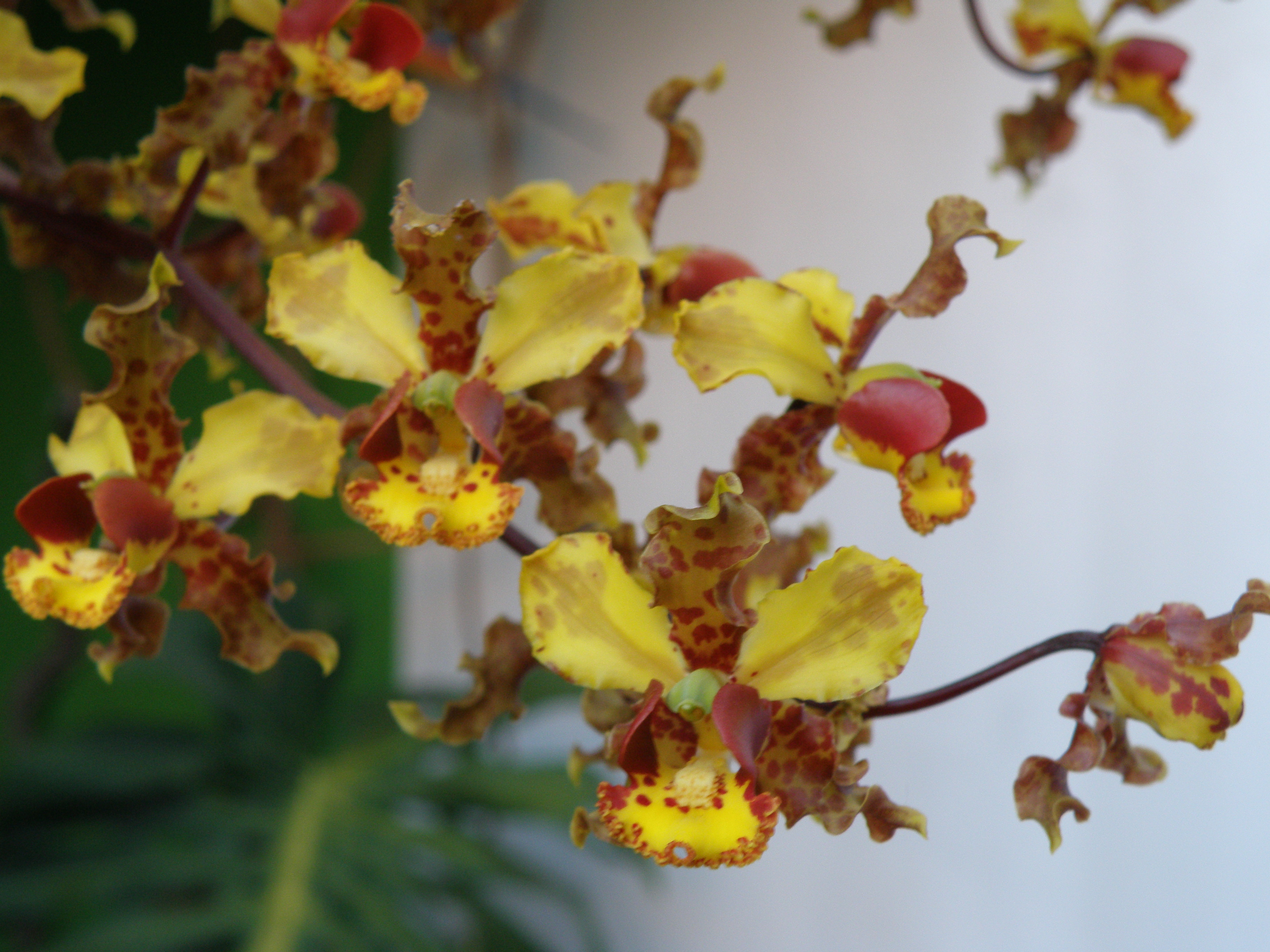